# Операція «Оскар»
Операція «Оскар» — це операція, розпочата 11 квітня 2022 року Європолом спільно з державами-членами ЄС, Євроюстом і Frontex для підтримки фінансових розслідувань держав-членів ЄС щодо злочинних активів, що належать фізичним та юридичним особам, підданим санкціям у зв’язку з російським вторгненням в Україну. Операція «Оскар» також спрямована на підтримку кримінальних розслідувань державами-членами щодо обходу торгово-економічних санкцій ЄС.
Подібно до операції Sentinel, яка була розпочата у жовтні 2021 року і спрямована на шахрайство з фондами ЄС на відновлення COVID-19, операція «Оскар» — це комплексна операція, яка триватиме щонайменше один рік і включатиме ряд окремих розслідувань.